# 弓削寺 (岐阜県池田町)
弓削寺（ゆげじ）は、岐阜県揖斐郡池田町の池田山西麓にある臨済宗妙心寺派の寺院。山号は阿梨耶山で、伝教大師（最澄）が開基と伝わり、開創当初は天台宗の寺院であった。西美濃三十三霊場9番札所である。

## 沿革
弓削寺の開創は平安時代に遡る。弘仁8年(817年)に美濃国安八郡を伝教大師が巡錫の際に池田山に紫雲が漂っているのに気づき、訪れたところ温泉が湧きだしているのを見つけた。その温泉を錫杖でかき回したところ、馬頭観音が顕現したと伝わる。その馬頭観音を祀るために寺が建てられ、奇瑞に因んで阿梨耶山湯華寺と名付けられた。
開創時の寺は現在の位置よりも山頂に近い位置に建っていた。
その後、応徳年間に白河法皇が谷汲山華厳寺を参拝の帰途に俄の病に見舞われたが、この温泉に入り平癒したため弓削寺の寺号を下賜された。その際に大般若経600巻も授かり、その経典を納めるため平安寺が建立されたと伝わる。
その後臨済宗に改宗し、弓削禅寺と称するようになった。
平成17年(2005年)に境内地を掘削したところ温泉が発見され、入湯施設ができ温泉客でにぎわっている。また、多くの紫陽花が植栽されており6月には花見客が訪れる。